# André-Maurice Bovet
André-Maurice Bovet, né le 29 novembre 1865 à Autigny et mort le 3 août 1915 à Fribourg, est un prêtre catholique suisse.

## Biographie
André-Maurice Bovet étudie au collège Saint-Michel de Fribourg. Il poursuit des études au séminaire et est ordonné prêtre en 1891. Il est nommé vicaire à Neuchâtel et occupe ce poste durant quatre ans. Il est enseignant au collège Saint-Michel en 1894, puis dirige le séminaire diocésain. À la suite du décès de Joseph Déruaz en 1911, il est nommé évêque de Lausanne et Genève par le pape Pie X.
En 1914, il choisit la revue « La Semaine catholique » comme organe officiel du diocèse.
Il meurt le 3 août 1915.

## Sources
- Marianne Rolle, « André-Maurice Bovet » dans le Dictionnaire historique de la Suisse en ligne, version du 4 mai 2004.